# ロストワールド (ゲームブック)
ロストワールド（LOST WORLDS）は、アルフレッド・レオナルディが考案したアメリカの対戦型ゲームブックのシリーズ名。「画像付の対戦ゲームブック」である。一部は日本語版も発売されている（#年譜、#ラインナップ（キャラクターなど）参照）。
ファンタジーのキャラクター同士の白兵戦を再現したゲームであり、1冊のゲームブックが1体のキャラクターを表現している。通常、ゲームブックは1冊でプレイできるが、本作は2冊ないとプレイできない（人数も2名以上を想定している）。この点が最大の特色となっている。なお、1対1の戦闘の他、1対多数の戦闘（マルチプレイ）も可能。

## 年譜
1983年
ノヴァ・ゲームデザイン（Nova Game Designs,Inc.）より、商品化された最初の作品が発売。
以後、ウィザーズ・オブ・ザ・コーストなどを含む、多くの出版社から発売されている。
1984年
オリジン大賞を受賞。
1985年
12月25日、日本ソフトバンク出版事業部（現・ソフトバンククリエイティブ）が、日本語版『アドベンチャーコンバットゲーム LOST WORLDS』（以下旧版と省略）第1弾（シリーズ1『剣士』~シリーズ8『ユニコーン』まで）を発売。
1986年
2月10日、旧版シリーズ2『がいこつ男』の第2版が発売。
7月15日、旧版第2弾（シリーズ9『バーバリアン』~シリーズ15『忍者』、及びオプション『レッドマジックカード』）を発売。
7月20日、旧版シリーズ6『ゆうれい男』の第3版が発売。
2005年
11月25日、ホビージャパン（日本）から、登場人物を女性に限定した『クイーンズブレイド』シリーズが発売。
2007年
11月30日、『クイーンズブレイド』から派生したクロスオーバー作品『クイーンズゲイト』シリーズが発売。
2008年
11月29日、『クイーンズブレイド』の続編として『クイーンズブレイド リベリオン』シリーズが発売。
2012年
11月24日、『クイーンズブレイド』新シリーズとして『クイーンズブレイド グリムワール』が発売。
アメリカでの発刊状況は、2005年にシリーズが2冊、2007年に派生作品として2冊発行されている（2012年9月現在）。

## 遊び方
1冊は、本体（書籍）と、キャラクターシート（1枚）で構成されている。（キャラクターによってはファンタジーカードが含まれている）
以下、1対1での戦闘について説明する。
本作で対戦するプレイヤーは、使用するキャラクターを選び、キャラクターシートとそのキャラクターの本を用意する。キャラクターシートは手元におき、本は相手のものと交換する（自分が使うキャラクターの本を、相手が見る）。キャラクターシートには、プレイヤーが取ることができる行動が記載されている。本には、行動を取った結果がキャラクターのイラストと共に書かれている。
身長差が修正値に加減されるので、戦闘前に比較しておく。戦闘は、各自が遠距離にいる状態（57ページ）から始まる。
各ターンに、プレイヤーは自分の行動を宣言する。その後、各プレイヤーは自分の持っている本と相手の宣言から、結果のページを開き、相手に結果（与えられたダメージ、次のターンの行動制限など）を伝える。これを繰り返し、相手の体力（ヒットポイント）を0以下にしたプレイヤーが勝ちとなる（0からマイナス4までは気絶、マイナス5以下は死亡の扱い）。状況によっては「逃亡」による戦闘終了も選択可能。
戦闘終了時に、奪った体力によって経験値を得る。これによってキャラクターの成長が行われる。

### 武器、盾、攻撃数
武器
壊れたり、落としたりする場合がある。落とした場合は拾うことができる。
予備武器を所持している場合も、「ひろう」必要がある。
武器を装備していない場合、攻撃手段はキックに限られる（特殊攻撃ができる者を除く）。
盾
破壊される場合があり、以後は防御（と、防御しながらの攻撃）が選択できない。
攻撃数
マルチプレイ用の数値。相手が2人の場合、自分の攻撃数が1なら、1人にしか攻撃できない。
同様に、攻撃数2のキャラクターは、相手が3人以上の場合、2人までしか攻撃できない。

### 色分け
キャラクターの行動は、色による分類が行われている。同じ行動でも、遠距離と近距離では別々の色が割り振られている。以下、基本である剣士を例に取る。
近距離
オレンジ
ダウンスイング、サイドスイングの強打
赤
高い部位への攻撃、防御しながらの突き
青
低い部位への攻撃、防御しながらのサイドスイング
黄色
ワイルドスイング、攻撃をかわす、飛びずさる
緑
防御、武器を拾う、飛び上がる、身をかがめるなどの上下移動
遠距離
白
突撃、突き（上下とも）など、相手との距離を詰める行動
黒
サイドスイング（上下とも）
茶色
接近、回避など

### キャラクターの特殊能力
キャラクターによっては、特殊能力を持つものもいる（#ラインナップ（キャラクターなど）参照）。
- 再生能力 - ヒルトロールやユニコーンなど。
- 飛行能力を持つキャラクター - 恐竜（Cold Drake）など。
- 魔法を使えるキャラクター - 魔術師。魔法の体系は出版社によって違う場合があり、少なくとも3通りの系統が存在する。
- 魔法の武器を使うキャラクター - 魔術師。
- 毒や疫病などを用いて、数ターンの間自動的にダメージを与えるキャラクター - 未訳。

### ファンタジーカード
プレイ中、戦闘を補助するカード。
大きく分けて、アイテム・魔法・巻物・運・戦術・勲章の6種類がある。
以下は魔法カードの一例
1. 分身の術（DOUBLE VISION）
2. 催眠の術（SLEEP）
3. 火の玉の術（FIREBALL）
4. 錯乱の術（STUN）
5. パニックを引き起こす（PANIC）
6. 幻惑の術（DAZZLE）
7. 相手の武器を落とす（FUMBLE）
8. 変身の術（SHAPE CHANGE SELF） - 自分が別のキャラクターに変身。ただし、体力値は現在のまま。
9. マジックバリヤー（BLOCK MAGIC）
10. 浮遊術（LEVITATE） - 相手を浮かばせる。
11. 縮小術（SHRINK） - 相手の身長を1つ下げる。
12. 催眠術（HYPNOTIZE）
13. 吸血バエ（VAMPIRE FLY）
14. 魔術返し（REVERSE SPELL）
15. 防御バリヤー（BLOCK WEAPONS）

## ラインナップ（キャラクターなど）
| シリーズ | 和名 （旧版）                        | 英名 （旧版）                                       | 身長  | 体力    | 戦術                  | 幸運 | 攻撃数 | 特殊能力          | 解説                                                                          |
| -------- | ------------------------------------ | --------------------------------------------------- | ----- | ------- | --------------------- | ---- | ------ | ----------------- | ----------------------------------------------------------------------------- |
| 旧1      | 剣士                                 | Man in Chainmail with Sword and Shield              | 4     | 12      |                       |      | 1      |                   |                                                                               |
| 旧2      | 骸骨戦士 (がいこつ男)                | Skeleton (Skeleton with Scimitar and Shield)        | 4     | 7       |                       |      | 1      |                   | 突きが効かない、骨を拾って体力が回復するという特徴を持つ。                    |
| 旧3      | 小人の闘士                           | Dwarf in Chainmail with Two-handed Ax               | 3     | 14      |                       |      | 1      |                   |                                                                               |
| 旧4      | ジャイアントゴブリン                 | Giant Goblin with Mace and Shield                   | 4     | 13      |                       |      | 1      |                   |                                                                               |
| 旧5      | ヒルトロール                         | Hill Troll (Hill Troll with Club)                   | 5     | 35      |                       |      | 2 (1)  | 再生              |                                                                               |
| 旧6      | ゆうれい男                           | Wraith with Sickle                                  | 4     | 8       |                       |      | 2      | 魔の接触          |                                                                               |
| 旧7      | とかげ男                             | Lizard Man with Scimitar and Buckler                | 4     | 16      |                       |      | 1      |                   |                                                                               |
| 旧8      | ユニコーン                           | Unicorn                                             | 4     | 25      |                       |      | 1      | 再生              | 魔力を持った角で戦う。四足キャラクターならではの動きも面白い。                |
| 旧9      | バーバリアン                         | Barbarian with Two-handed Sword                     | 4     | 12      |                       |      | 1      |                   |                                                                               |
| 旧10     | 魔術師                               | Fighter Mage with Magic Sword                       | 4     | 12      | 10 (マジックポイント) |      | 1      |                   | 魔法カードが3枚付属している。（No1~3）                                        |
| 旧11     | 氷竜 (恐竜)                          | Cold Drake                                          | 6     | 60      | 2 (マジック)          |      | 2      | 飛行 冷気抵抗値 1 | 強靭な体力、一撃で相手を葬る氷のブレス。まさしく最強のキャラクター。          |
| 旧12     | 騎士                                 | Man in Plate with Shield and Sword                  | 4     | 12      |                       |      | 1      |                   |                                                                               |
| 旧13     | 短剣戦士                             | Man with Short Sword and Dagger                     | 4     | 12      |                       |      | 1      |                   |                                                                               |
| 旧14     | サムライ                             | Samurai with Katana                                 | 4     | 12      |                       |      | 1      |                   |                                                                               |
| 旧15     | 忍者                                 | Ninja with Ninja-to                                 | 4     | 12      | 10 (ギミックポイント) |      | 1      |                   |                                                                               |
| 旧       | レッドマジックカード volume1         |                                                     |       |         |                       |      |        |                   | オプション。魔法カードのみの12枚セット（No4~15）。                            |
|          | 斧を持ったケンタウロス チロン        | Chiron,centaur with axe                             |       |         |                       |      |        |                   | 魔法使いのケンタウロス。魔法カードつき。                                      |
|          | 破壊のジン アザー                    | Othere                                              |       |         |                       |      |        |                   | 剣に加えて魔法を使用することもできる。また旋風を巻き起こすこともできる。      |
|          | 女ガーゴイル ファラクシディス        | Praxides,female gargoyle                            |       |         |                       |      |        |                   | 空を飛び、槍と魔法で戦う。魔法カードつき。                                    |
|          | 女魔法使いビス                       | Bith, Female Mage                                   |       |         |                       |      |        |                   | ルーンソードシリーズ。付属の魔法カードを使用することができる。                |
|          | 英雄戦士キャル                       | Cal, Fighter Hero                                   |       |         |                       |      |        |                   | ルーンソードシリーズ。付属の戦術カードを使用することができる。                |
|          | エルフの弓使い エンデュリル          | Endril, Elf Bowman                                  |       |         |                       |      |        |                   | ルーンソードシリーズ。付属の魔法カードを使用することができる。                |
|          | トロールの戦士 ヘザー                | Hathor, Troll                                       |       |         |                       |      |        |                   | ルーンソードシリーズ。付属の戦術カードを使用することができる。                |
|          | 炎の巨人 ブリムストーン              | Brimstone the fire giant                            |       |         |                       |      |        |                   | 巨大な身体で斧を振り回し、接近戦も得意とする。                                |
|          | 馬上の騎士、パーシバル卿             | Sir Percival                                        |       |         |                       |      |        |                   | 馬にまたがった鎧の騎士。非常に強力なキャラクター。                            |
|          | サソリ人間の魔法使い                 | scorpion man/mage                                   |       |         |                       |      |        |                   | 武器の杖と、背中のサソリ尾、そして魔法で戦う。魔法カードつき。                |
|          | 女戦士                               | Woman in chain (Woman in Scale with Sword & Shield) |       |         |                       |      |        |                   | 旧版のラインナップに上がっていたが日本語化されなかった幻のキャラクター。      |
|          | ハーフリング                         | Halfling (Halfling with Sword & Shield)             | 3     |         |                       |      |        |                   | 身長3の不利は、強力な短剣投げで補う。使いこなすのがとても楽しいキャラクター。 |
|          | 森エルフ シルベストラ                | Sylvestra the Wood Elf                              |       |         |                       |      |        |                   | 杖とボーラを使いこなすエルフの女戦士。                                        |
|          |                                      | Woman with Quarterstaff                             |       |         |                       |      |        |                   |                                                                               |
|          |                                      | Winged Gargoyle with Scimitar                       |       |         |                       |      |        |                   |                                                                               |
|          |                                      | Manticore                                           |       |         |                       |      |        |                   |                                                                               |
| QB1      | 流浪の戦士 レイナ                    | ──                                                  | 4     | 12      | 6                     |      | 1      |                   |                                                                               |
| QB2      | 荒野の義賊 リスティ                  | ──                                                  | 4     | 13      | 5                     |      | 1      |                   |                                                                               |
| QB3      | 牙の暗殺者 イルマ                    | ──                                                  |       |         |                       |      |        |                   |                                                                               |
| QB4      | 森の番人 ノワ                        | ──                                                  | 4     | 10      | 8                     |      | 1 (2)  |                   |                                                                               |
| QB5      | 武者巫女 トモエ                      | ──                                                  | 4     | 12      | 6                     |      | 1      |                   |                                                                               |
| QB6      | 歴戦の傭兵 エキドナ                  | ──                                                  |       |         |                       |      |        |                   |                                                                               |
| QB7      | 古代の王女 メナス                    | ──                                                  | 4     | 12      |                       | 3    | 1      |                   |                                                                               |
| QB8      | 近衛隊長 エリナ                      | ──                                                  | 4     | 12      | 9                     | 5    | 1      |                   |                                                                               |
| QB9      | 冥土へ誘うもの アイリ                | ──                                                  | 4     | 8       |                       | 8    | 2      |                   | 実写バージョンがある                                                          |
| QB10     | 高貴なる戦士 レイナ                  | ──                                                  | 4     | 10      |                       | 7    | 1      |                   | QB1のキャラクターを元にしたポリゴンCGバージョン                               |
| QB11     | 光明の天使 ナナエル                  | ──                                                  | 4 (6) | 16      |                       | 4    | 1      |                   |                                                                               |
| QB12     | 武器屋 カトレア                      | ──                                                  | 4     | 12      | 4                     |      | 1      |                   |                                                                               |
| QB13     | 炎の使い手 ニクス                    | ──                                                  |       |         |                       |      |        |                   |                                                                               |
| QB14     | 帝都の聖女 メルファ                  | ──                                                  |       |         |                       |      |        |                   |                                                                               |
| QB15     | 千変の刺客 メローナ                  | ──                                                  |       |         |                       |      |        |                   |                                                                               |
| QB16     | 雷雲の将 クローデット                | ──                                                  |       |         |                       |      |        |                   |                                                                               |
| QB17     | 鋼鉄姫 ユーミル                      | ──                                                  |       |         |                       |      |        |                   |                                                                               |
| QB18     | 戦闘教官 アレイン                    | ──                                                  | 4     | 12      | 7                     |      | 1      |                   |                                                                               |
| QB19     | 逢魔の女王 アルドラ                  | ──                                                  |       |         |                       |      |        |                   |                                                                               |
| QG1      | 門を開く者 アリス                    | ──                                                  |       |         |                       |      |        |                   |                                                                               |
| QG2      | 魔法少女 虹原いんく                  | ──                                                  | 3     | 14      |                       | 5    | 1      |                   |                                                                               |
| QG3      | 恩を返すもの いろは                  | ──                                                  |       |         |                       |      |        |                   |                                                                               |
| QG4      | 紅の忍 不知火舞                      | ──                                                  | 4     | 10      | 7                     |      | 1      |                   |                                                                               |
| QG5      | 運命の子 ディズィー                  | ──                                                  | 4     | 13      | 5                     |      | 1      |                   |                                                                               |
| QG6      | 聖弓の射手 真鏡名ミナ                | ──                                                  | 4     | 11      | 15                    |      | 1      |                   |                                                                               |
| QG7      | 運命のくノ一 かすみ                  | ──                                                  | 4     | 12      | 10                    |      | 1      |                   |                                                                               |
| QG8      | 密林の守護者 チャムチャム            | ──                                                  | 4     | 10      | 15                    |      | 1      |                   |                                                                               |
| QG9      | 格闘令嬢 リリ                        | ──                                                  |       |         |                       |      |        |                   |                                                                               |
| QG10     | 赤銅の人形遣い カーチャ              | ──                                                  |       |         |                       |      |        |                   |                                                                               |
| QG11     | 一年A組委員長 服部 絢子              | ──                                                  |       |         |                       |      |        |                   |                                                                               |
| QG12     | 覚醒せし剣姫 柳生十兵衛              | ──                                                  |       |         |                       |      |        |                   |                                                                               |
| QG13     | 絡みつく孤高の刃 アイヴィー          | ──                                                  |       |         |                       |      |        |                   |                                                                               |
| QG14     | 剣姫軍師 真田幸村                    | ──                                                  |       |         |                       |      |        |                   |                                                                               |
| QG15     | 蒼の継承者 ノエル＝ヴァーミリオン    | ──                                                  |       |         |                       |      |        |                   |                                                                               |
| QG16     | 神速の封刃 タキ                      | ──                                                  |       |         |                       |      |        |                   |                                                                               |
| QG17     | 蜀の武神 関羽                        | ──                                                  |       |         |                       |      |        |                   |                                                                               |
| QG18     | 運命に翻弄される娘 ピュラ            | ──                                                  |       |         |                       |      |        |                   |                                                                               |
| QG19     | 美少女雀士 スーチーパイ              | ──                                                  | 4     | 10 (服) | 14                    |      | 1      |                   |                                                                               |
| QBR1     | 叛乱の騎士姫 アンネロッテ            | ──                                                  | 4 (5) | 10      | 14                    |      |        |                   |                                                                               |
| QBR2     | 超振動戦乙女 ミリム                  | ──                                                  | 4     | 12      | 8                     |      |        |                   |                                                                               |
| QBR3     | 錬金の奇跡 ユイット＆ヴァンテ        | ──                                                  | 4     | 9       | 0                     |      |        |                   |                                                                               |
| QBR4     | 対魔師ターニャンとサイニャン         | ──                                                  |       |         |                       |      |        |                   |                                                                               |
| QBR5     | 異端審問官 シギィ                    | ──                                                  | 4     | 11      |                       | 3    |        |                   |                                                                               |
| QBR6     | 月影の踊り手 ルナルナ                | ──                                                  | 4     | 10      |                       | 9    |        |                   |                                                                               |
| QBR7     | 宝石姫 エイリン と 鋼鉄参謀 ユーミル | ──                                                  |       |         |                       |      |        |                   |                                                                               |
| QBR8     | 召喚士 アルドラ                      | ──                                                  |       |         |                       |      |        |                   |                                                                               |
| QBR9     | 大海賊 キャプテン・リリアナ          | ──                                                  |       |         |                       |      |        |                   |                                                                               |
| QBR10    | 囚われの竜戦士 ブランウェン          | ──                                                  |       |         |                       |      |        |                   |                                                                               |
| QBR11    | 神罰の執行者 ライラ                  | ──                                                  |       |         |                       |      |        |                   |                                                                               |
| QBR12    | 戦神の侍 イズミ                      | ──                                                  |       |         |                       |      |        |                   |                                                                               |

印無し…情報が確認できる作品（日本語版未発売）

旧…旧版。日本語版

QB…クイーンズブレイド

QG…クイーンズゲイト

QBR…クイーンズブレイド リベリオン

### 備考(主に旧版について)
タイトル
表紙・裏表紙には『アドベンチャーコンバットゲーム LOST WORLDS』と記載されているが、奥付には「LOST WORLDS」の文字はない（例、「アドベンチャーコンバットゲームシリーズ(1)剣士」。なお、本来は丸数字であるが、機種依存文字のためカッコで代用した）。
第1弾と第2弾の差異
以下の相違がある。
キャラクターシート
第1弾は、本体（書籍）より横幅が僅かに広く、挟んだ場合、はみ出る。第2弾は、はみ出ない。
第1弾についても、第2版からは第2弾と同じサイズに修正されている。
DAZED（7ページ）の和訳
第1弾は「幻惑される」、第2弾は「目がくらむ」。
第1弾の『がいこつ男』第2版では「幻惑される」、『ゆうれい男』第3版では「目がくらむ」となっている。
『恐竜』のみ、HEAD WOUND「頭部に負傷」となっている。
女性戦士（正式名称不明）の存在
『恐竜』43ページ（飛び去る）には、剣士、小人の闘士の他、女性戦士が描かれている。
『レッドマジックカード』8「変身の術」にも、女性戦士が描かれている。
本作品はイラストで構成されているが、人間を写真撮影した作品もある。